# Lillian Gish
Lillian Gish (14 tháng 10 năm 1893 - 27 tháng 2 năm 1993) là một diễn viên sân khấu và truyền hình người Mỹ. Sự nghiệp hoạt động nghệ thuật của bà kéo dài những 75 năm, từ 1912 đến 1987. Gish là một diễn viên lừng danh của thập niên 1920 và 1930, bà đặc biệt có duyên với các vai diễn trong các bộ phim của đạo diễn D. W. Griffith, bao gồm vai chính trong bộ phim Birth of a Nation (1915) của ông. Tuy vậy, các bộ phim tiếng của bà không thật nổi trội và bà chỉ để lại một vai diễn đáng nhớ trong bộ phim kinh dị năm 1955 Night of the Hunter. Gish cho ra đời tương đối nhiều các tác phẩm truyền hình từ thập niên 1950 tới 1980, và giải nghệ sau vai chính (bên cạnh Bette Davis) trong bộ phim The Whales of August năm 1987.
Viện phim Mỹ đã xếp Gish vào một trong số những huyền thoại màn bạc vĩ đại nhất trong lịch sử điện ảnh. Năm 1971, Diana Gish nhận giải Oscar danh dự và tới năm 1984 bà được Viện phim Mỹ trao tặng giải thưởng thành tựu trọn đời.

## Vinh danh
- Một con đường ở Massillon, Ohio, quê hương của Gish được đặt theo tên bà.
- Đại học Tiểu bang Bowling Green ở Bowling Green, Ohio là nơi đặt Nhà hát và triển lãm phim Gish, lưu giữ những tư liệu về cả Dorothy và Lillian Gish.

## Phim tham gia

### Phim câm

#### 1912
| - An Unseen Enemy (1912) - Two Daughters of Eve (1912) - So Near, Yet So Far (1912) - In the Aisles of the Wild (1912) - The One She Loved (1912) - The Painted Lady (1912) - The Musketeers of Pig Alley (1912) | - Gold and Glitter (1912) - My Baby (1912) - The Informer (1912) - Brutality (1912) - The New York Hat (1912) - The Burglar's Dilemma (1912) - A Cry for Help (1912) |

#### 1913
| - Oil and Water (1913) - The Unwelcome Guest (1913) - A Misunderstood Boy (1913) - The Left-Handed Man (1913) - The Lady and the Mouse (1913) - The House of Darkness (1913) - Just Gold (1913) - A Timely Interception (1913) - The Mothering Heart (1913) | - During the Round-Up (1913) - An Indian's Loyalty (1913) - A Woman in the Ultimate (1913) - A Modest Hero (1913) - So Runs the Way (1913) - Madonna of the Storm (1913) - The Battle at Elderbush Gulch (1913) - The Conscience of Hassan Bey (1913) |

#### 1914
| - A Duel For Love (1914) - The Green-Eyed Devil (1914) - Judith of Bethulia (1914) - The Battle of the Sexes (1914) - The Hunchback (1914) - The Quicksands (1914) - Home, Sweet Home (1914) | - Lord Chumley (1914) - The Rebellion of Kitty Belle (1914) - The Angel of Contention (1914) - Man's Enemy (1914) - The Tear That Burned (1914) - The Folly of Anne (1914) - The Sisters (1914) |

#### 1915
| - The Birth of a Nation (1915) - The Lost House (1915) - Enoch Arden (1915) | - Captain Macklin (1915) - The Lily and the Rose (1915) |

#### 1916
| - Pathways of Life (1916) - Daphne and the Pirate (1916) - Sold for Marriage (1916) - An Innocent Magdalene (1916) | - Intolerance (1916) - Diane of the Follies (1916) - The Children Pay (1916) - The House Built Upon Sand (1916) |

#### 1917
- Souls Triumphant (1917)

#### 1918
| - Hearts of the World (1918) - The Great Love (phim) (1918) | - Lillian Gish in a Liberty Loan Appeal (1918) - The Greatest Thing in Life (1918) |

#### 1919
| - A Romance of Happy Valley (1919) - Broken Blossoms (1919) | - True Heart Susie (1919) - The Greatest Question (1919) |

#### 1920s
| - Way Down East (1920) - Orphans of the Storm (1921) - The White Sister (1923) - Romola (1924) - Ben-Hur: Chuyện Đức chúa trời (1925) (vai phụ) | - La Bohème (1926) - The Scarlet Letter (1926) - Annie Laurie (1927) - The Enemy (1927) - The Wind (1928) |

### Hậu phim câm

#### 1930s
| - One Romantic Night (hay The Swan) (1930) | - His Double Life (1933) |

#### 1940s
| - Commandos Strike at Dawn (1942) - Top Man (hay Man of The Family) (1943) - Miss Susie Slagle's (1946) - Duel in the Sun (1946) | - Portrait of Jennie (1948) - Outward Bound (TV) (1949) - The Late Christopher Bean (TV) (1949) |

#### 1950s
| - The Joyous Season (TV) (1951) - Ladies in Retirement (TV) (1951) - The Autobiography of Grandma Moses (TV) (1952) - The Trip to Bountiful (TV) (1953) - The Quality of Mercy (TV) (1954) - The Corner Druggist (TV) (1954) - Film Fun (1955) (uncredited) | - The Cobweb (1955) - The Night of the Hunter (1955) - I, Mrs. Bibb (TV) (1955) - The Sound and the Fury (TV) (1955) - The Day Lincoln Was Shot (TV) (1956) - Morning's At Seven (TV) (1956) - Orders to Kill (1958) |

#### 1960s
| - The Grass Harp (TV) (1960) - The Unforgiven (1960) - Mr Novak-Hello, Miss Phipps (TV) (1963) - Stowaway (TV) (1964) - Alfred Hitchcock Hour Episode: "Body in the Barn" (TV) (1964) | - Follow Me, Boys! (1966) - Warning Shot (1967) - The Comedians (1967) - Arsenic and Old Lace (1969) (TV) |

#### 1970s
| - Twin Detectives (1976) (TV) - Sparrow (1978) (TV) | - A Wedding (1978) |

#### 1980s
| - Thin Ice (1981) (TV) - Hobson's Choice (1983) (TV) - Hambone and Hillie (1984) | - Adventures of Huckleberry Finn (1985) (TV) - Sweet Liberty (1986) - The Whales of August (1987) |

## Sự kiện
- 1893: Sinh ra tại Springfield, Ohio vào ngày 14 tháng 10
- 1912: Đóng bộ phim đầu tay, An Unseen Enemy của D.W. Griffith
- 1970: Giải Oscar danh dự "cho tài năng xuất chúng và những cống hiến nổi bật cho nền công nghiệp điện ảnh."
- 1984: Giải Thành tựu trọn đời của Viện phim Mỹ
- 1987: Bộ phim cuối cùng The Whales of August
- 1993: Qua đời tại Manhattan ngày 27 tháng 2